# Wolfram
Wolfram (W, łac. wolframium) – pierwiastek chemiczny z grupy metali przejściowych w układzie okresowym. Nazwa pochodzi od wolframitu, minerału, z którego wolfram został wyodrębniony po raz pierwszy. Dawna nazwa polska tungsten pochodzi od szwedzkich słów tung – ‘ciężki’ i sten – ‘kamień’; nazwa o takiej etymologii używana jest współcześnie w języku angielskim, francuskim i kilku innych.

## Odkrycie
Istnienie tego pierwiastka zasugerował jako pierwszy w 1779 r. Peter Woulfe, który badał minerał wolframit. Analogiczne sugestie zostały w 1781 r. wysunięte przez Carla Scheelego. W stanie czystym pierwiastek ten jako pierwsi wyodrębnili w roku 1783 José i Fausto Elhuyarowie.

## Występowanie
Występuje w skorupie ziemskiej w ilości 1,25 ppm. Jego najważniejszymi minerałami są szelit CaWO
4 i wolframit (Fe,Mn)WO
4, który ma skład pośredni pomiędzy hübnerytem MnWO
4, a ferberytem FeWO
4. Wolfram zawierają także stolzyt i raspit – oba PbWO
4.

## Właściwości
Wolfram jest ciemnoszarym metalem. Bardzo czysty wolfram jest ciągliwy i łatwy w obróbce, natomiast z niewielkimi domieszkami węgla jest twardy i kruchy. W temperaturze poniżej 0,0012 K (a w postaci cienkiej warstwy poniżej 4 K) jest nadprzewodnikiem. Dzięki pasywacji jest odporny na działanie tlenu, wody, zasad, kwasów, nawet wody królewskiej. Roztwarza się natomiast w stopionym azotanie potasu. W podwyższonej temperaturze utlenia się, reaguje z węglem i fluorowcami.

## Zastosowanie
Wolfram stosowany jest jako dodatek stopowy do wysokogatunkowej stali, z jego stopów sporządza się elektrody lamp elektronowych i rentgenowskich, włókna żarowe itp. Węglik wolframu dzięki dużej twardości służy do wyrobu materiałów ściernych i narzędzi – jest głównym składnikiem widii. Ze względu na wysoką twardość i gęstość jest używany do produkcji rdzeni podkalibrowych pocisków przeciwpancernych oraz kompozytowych pocisków pełnokalibrowych, rzutek do darta.
Ze względu na zbliżoną gęstość wolframu do złota metal ten wykorzystywany jest także do podrabiania złotych sztabek i monet bulionowych.